# Tchiss Lopes
Narciso Lopes, mais conhecido como Tchiss Lopes (São Vicente, a 27 de julho de 1959), é um cantor, músico e compositor cabo-verdiano.

## Biografía
Crescendo no bairro de Monte Sossego na cidade portuária de Mindelo, Lopes conheceu a música através do irmão do seu pai, o tio Celestine, guitarrista tradicional cabo-verdiano mais conhecido com o nome de Dogado. Imerso na vibrante cena musical de São Vicente, Lopes começou a tocar guitarra aos 6 anos, e paralelamente à sua carreira musical foi jogador de futebol profissional de uma das melhores equipas do Mindelo.
No início de 1980, a situação política da ilha levou Lopes a emigrar aos 21 anos. Mudou-se primeiro para Portugal, onde participou nas seleções de algumas importantes equipas de futebol locais, até chegar a Roma a 20 de fevereiro de 1980. Uma vez em Roma, seu primo conseguiu para ele um contrato de 11 meses como assistente moço de máquinas de um navio cargueiro grego. Como seu pai antes dele, Lopes tornou-se marinheiro.
O navio zarpou de Civitavecchia para Lagos, onde Lopes logo se deu conta que a vida de marinheiro não era para ele. À medida que a viagem prosseguia, da Nigéria ao Senegal, da Polónia à Escócia, Lopes foi ficando cada vez mais indisposto, apenas encontrando consolo na sua música. No entanto, ele teve a sorte de estar nas boas graças do chefe de máquinas, que lhe permitiu permanecer a bordo até à chegada ao Senegal. Porém, diante da possibilidade de ser despedido em Cabo Verde ou de continuar a navegar para o Brasil, Lopes deixou sua guitarra de lado e começou a trabalhar mais do que nunca. O navio cruzou o Oceano Atlântico e Lopes foi promovido a moço de máquinas. Vivendo na própria pele os sons do Brasil, Lopes voltou a Roma, onde a sua carreira musical finalmente explodiu.
Depois de conhecer Zé Ramos, líder da banda Cabo Verde Novo, que procurava um novo guitarrista, Lopes juntou-se a eles e contribuiu em poucas semanas para o primeiro LP do grupo de 1981 Moreninha, com quatro das suas canções originais. Menos de um ano depois, acompanhado por Cabo Verde Novo, Lopes gravou o seu primeiro LP Stranger Já Catem Traboi, que considera o seu passaporte musical. Experimentando ainda mais com o reggae e o funaná, Lopes reuniu alguns dos melhores músicos cabo-verdianos da época. Em 1984, juntamente com Zé António na guitarra, Bebethe no baixo e Alírio na bateria, gravou o seu segundo LP Já Bô Corre D’Mim. Estes três álbuns foram todos gravados no Pomodoro Studio em Sutri e expressam o som profundo e em camadas da música de Lopes.
Lopes viajou por Itália de norte a sul, tocando em cidades como Milão, Roma, Nápoles e Palermo, e levou a sua música a toda a Europa: Países Baixos, França, Portugal, Luxemburgo e Alemanha, só para citar alguns. Continuou trabalhando em projetos pessoais e em colaboração com algumas bandas, tais como Tabanca, Night Rockers, Som D'Ilhas e Tropical Sound, passando da coladeira, morna, funaná ao samba, reggae, zouk-love e kizomba.
Lopes define-se um comunicador musical.

## Discografía

### Álbuns
- Moreninha (1981)
- Stranger Já Catem Traboi (1982)
- Já Bô Corre D'Mim (1984)
- Tónte Sonhe Tónte Esperança (1989)
- Móda Bô Katem Igual (1994)
- Sentimento Criol (1996)
- Voz D'Nha Sentimento (2001)
- Sentimento Real (2003)
- Recomecar (2005)
- Estima (2010)
- Paginas d'Vida (2015)
- Nôs Mindel (2019)

### Singles
- S. S. Silvestre (2005)

## Referencias
1. 1 2 3 4 5  Redjeb, Samy Ben (2016). Space Echo - The Mystery Behind the Cosmic Sound of Cabo Verde Finally Revealed! (booklet) (em inglês). Vários. Überlingen: Analog Africa. AA080
2. 1 2  «How the Cape Verde Islands Gave Us an Alternate History of Electronic Music». OkayAfrica (em inglês). 10 de janeiro de 2017. Consultado em 24 de agosto de 2021
3. ↑  Moreninha (Notas de mídia). Cabo Verde Novo. Roma: Not On Label. 1981. MO-LP 001
4. 1 2  «Cabo Verde Legend Tchiss Lopes with Band at arkaoda Berlin, Berlin (2018) ⟋ RA». Resident Advisor (em inglês). Consultado em 24 de agosto de 2021
5. 1 2  «Festa d'Africa Festival - attori». win.festadafricafestival.com. Consultado em 24 de agosto de 2021
6. ↑  Sicilians, Redazione (22 de outubro de 2015). «#Palermo. Ai cantieri culturali della Zisa il primo Festival di tutte le genti». Sicilians (em italiano). Consultado em 24 de agosto de 2021